# Chiesa di San Giorgio Martire (Liscate)
La chiesa di San Giorgio Martire è la parrocchiale di Liscate, in città metropolitana ed arcidiocesi di Milano; fa parte del decanato di Melzo.

## Storia
La prima chiesa di Liscate fu edificata probabilmente tra i secoli VII e VIII. L'attuale parrocchiale, a tre navate, venne costruita nel Duecento per interessamento della famiglia Pagani. La consacrazione fu impartita nel 1545 da Melchiorre Crivelli, vicario generale dell'amministratore apostolico di Milano Ippolito II d'Este. 
Nel 1713 venne realizzata la balaustra marmorea la cui costruzione era stata deliberata l'anno precedente. Nel 1818 venne rifatto il tetto della navata centrale e, nel 1856, quello delle navate laterali. Nel 1867 fu riedificata l'abside, nel 1912 la torre campanaria e la facciata subirono un rifacimento, nel 1920 venne modificato il tetto della navata e, tra il 1948 ed il 1949, furono dipinti gli affreschi della navata. Infine, nel 1977 l'edificio fu completamente ristrutturato.